# Kârgâzstan la Jocurile Olimpice de vară din 2016
Republica Kârgâzstan a participat la Jocurile Olimpice de vară din 2016 de la Rio de Janeiro în perioada 5 – 21 august 2016, cu o delegație de 19 sportivi, care a concurat în șapte sporturi. Pentru a doua oară succesiv, Kârgâzstanul nu a primit nicio medalie. Medalia de bronz a halterofilului Izzat Artykov i-a fost retrasă din motive de dopaj.

## Participanți
Delegația din Republica Kârgâzstan a cuprins 19 de sportivi: 12 bărbați și șapte femei. Cel mai tânăr atlet din delegația a fost înotătorul Denis Petrașov (16 ani), cel mai vechi a fost maratonista Iuliia Andreeva (32 de ani).
| Sport    | Masculin | Feminin | Total |
| -------- | -------- | ------- | ----- |
| Atletism | 1        | 4       | 5     |
| Box      | 1        | 0       | 1     |
| Haltere  | 1        | 1       | 2     |
| Judo     | 2        | 0       | 2     |
| Lupte    | 6        | 1       | 7     |
| Natație  | 1        | 1       | 2     |
| Total    | 12       | 7       | 19    |